# Rönneberga kurs- och konferensanläggning

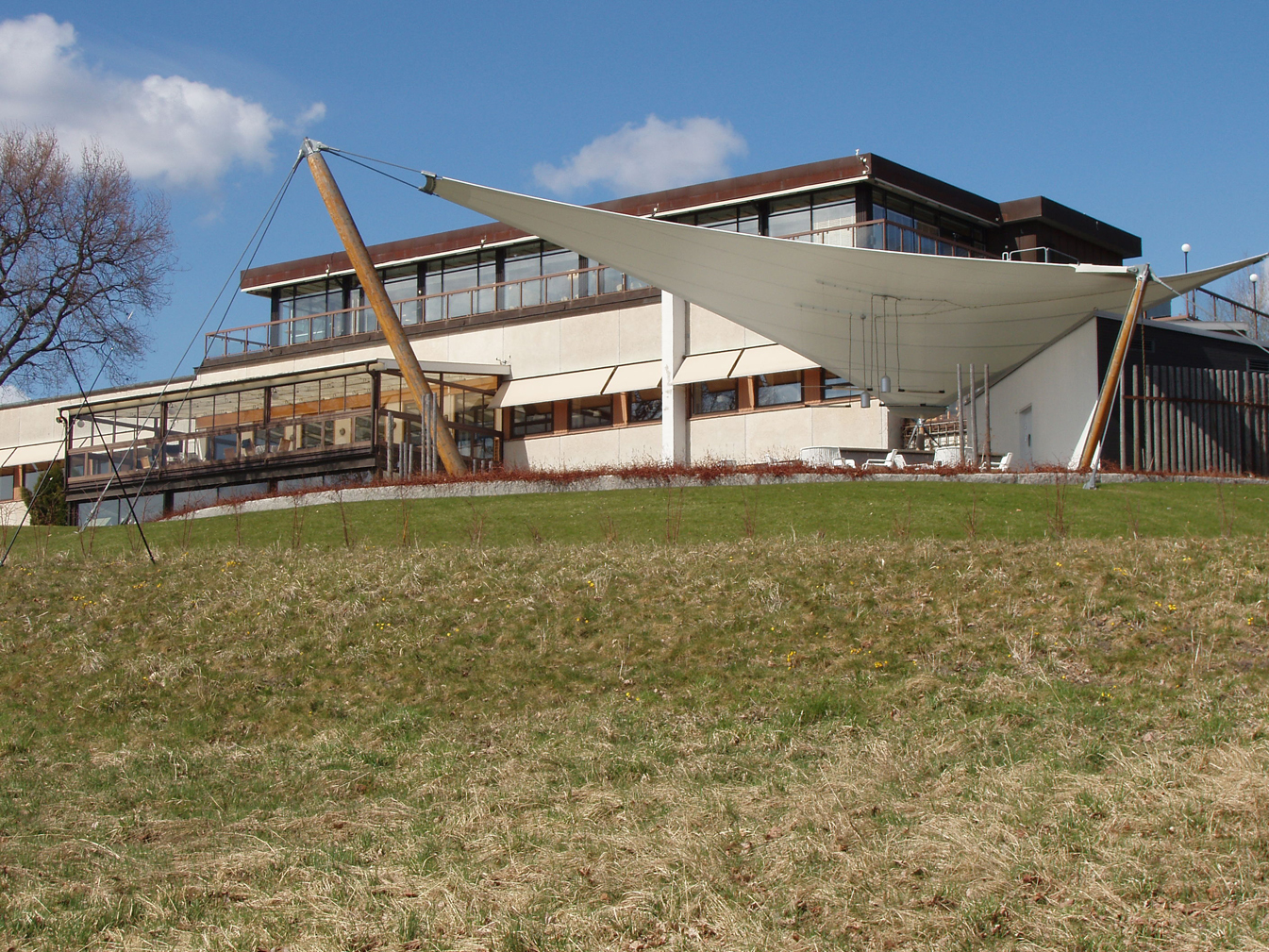
Rönneberga kurs- och konferensanläggning med Segelterrassen framför huvudbyggnaden.

Rönneberga Konferens är en strandnära konferensanläggning på Elvikslandets södra del mot Hustegafjärden på Lidingö utanför Stockholm, invigt 1969. Kursgården har sedan den uppfördes använts för studier och konferenser. Från början användes anläggningen för kurser som hölls av olika fackförbund men idag används den av såväl näringsliv som av fackförbund. Man satsade redan från början mycket på den konstnärliga utsmyckningen och man lade ner ett stort arbete på inredningen och materialval i syfte att skapa en inspirerande miljö för kurs- och konferensdeltagare.
Ägare till anläggningen är de fem fackförbunden Svenska Byggnadsarbetareförbundet, Svenska Målareförbundet, Svenska Elektrikerförbundet, Fastighetsanställdas Förbund och Seko. Anläggningens VD är Gunilla Runsten.